# Amy Woodforde-Finden
Amy Woodforde-Finden (1860 — 13 mars 1919) est une compositrice britannique qui est surtout connue pour avoir mis en musique le poème Kashmiri Song (en) de Laurence Hope .

## Biographie
Amy Woodforde-Finden, née Amelia Rowe Ward en 1860 à Valparaíso,, au Chili, est la plus jeune fille des américains, Alfred et Virginia Worthington Heath Ward. Alfred était consul américain,  à Valparaíso après avoir été recommandé par Balie Peyton (en), ambassadeur des États-Unis au Chili sous le président Zachary Taylor. Son père meurt en 1867 et sa mère déménage avec sa famille à Londres,, où Virginia devient citoyenne britannique, naturalisée en 1873. À cette époque Amy fait preuve de talent pour la composition, elle commence à composer à neuf ans, et devient l'élève de Adolf Schloesser et d'Amy Horrocks, pianiste et compositrice née au Brésil. Sa première œuvre, publiée sous le nom d'Amy Ward, bien que prometteuse, reçoit un accueil tiède.
Vers la fin du XIXe siècle, elle part en Inde, visite le Cachemire, et à 34 ans elle épouse en 1894 le brigadier-chirurgien Woodforde Finden qui a servi pendant la deuxième guerre afghane et la troisième guerre anglo-birmane (en). Ils vivent en Inde pendant plusieurs années et elle compose deux chansons sentimentales sous le nom d'Amy Ward mais avec son marital entre crochets : A night in june (1896) sur un poème d'Alfred Austin avec un violon obbligato et O Flower of all the world (1897) sur des paroles de Gilbert Parker.
Puis elle publie ce qui deviendront ses pièces les plus célèbres : The Lover in Damascus et Kashmiri Song qui fait partie du recueil Four Indian Love Lyrics. Cette dernière est à l'origine auto-publiée en 1902, mais en raison de sa popularité et de l'influence de Hamilton Earle, la chanson est finalement publiée par Boosey & Co Four Indian Love Lyrics est la mise en musique des quatre poèmes tirés de The Garden of Kama de Laurence Hope. La popularité de Kashmiri Song et de The Lover in Damascus la maintient dans les bonnes grâces de sa maison d'édition et dans le cœur de son public. Ses chansons sont connues pour leur sentimentalité, leur fluidité romantique et la façon dont elles mêlent une sensibilité particulièrement britannique et bourgeoise à un pastiche asiatique. Dans les années qui suivent le succès de Kashmiri Song, Amy compose d'autres cycles et recueils de chansons, principalement en utilisant de la poésie en rapport avec le Moyen-Orient, l'Afrique du Nord, le Japon ou l'Amérique du Sud et en utilisant des thèmes musicaux de ces régions, toujours avec un filtre occidental.
L'année 1916 est douce-amère pour Amy : son mari meurt le 27 février 1919, et sa musique est utilisée dans le film Less Than the Dust pour la première fois. En 1943, Kashmiri Song sera utilisé dans le film Hers To Hold.
Amy retourne à Londres après la mort de son mari  et ne lui survit que trois ans, mourant le 13 mars 1919. On raconte qu'elle est morte en composant au piano. Amy est enterrée dans le cimetière de Hampsthwaite, dans le Yorkshire du Nord, et son gisant est une femme allongée en marbre blanc.

## Œuvres
- Four Indian Love Lyrics (1902), quatre poèmes tirés de The Garden of Kama de Laurence Hope (en)
  - The Temple Bells
  - Less than the Dust
  - Kashmiri Song
  - Till I Wake
- A lover in Damascus (1904), six chansons sur des poèmes de Charles Hanson Towne
  - Far acccross the Desert Sans
  - Where the Abana flows
  - Beloved, in your absence
  - How many a lovely caravan
  - If in the great Bazaars
  - Allah be with us
- Jhelum River (A Kashmiri Love Story) (1906) sur un texte du Lieutenant Colonel Frederick John Fraser
- Five little Japaneses Songs (1906) sur un texte de Charles Hanson Towne
- The Pagoda of Flower (A Burnese Story in song) (1907) sur un texte de John Fraser
- Aziza (Three Oriental Songs) (1909) sur des paroles de John Fraser
- A Dream of Egypt (1910) sur des poèmes de Charles Hanson Towne
- Three Little Mexican songs (1912) sur un texte d'Harold Simpson
- Little Cactus Flower (A Musical scene in a Mexican Garden) (1913) sur un texte d'Harold Simpson
- The Eyes of Firozée (Two songs, the words suggested by a Persion Romance) (1914)
- The Myrtles of Damascus (1918) sur des poèmes de Charles Hanson Towne

## Enregistrements
Kashmiri Song et, dans une moindre mesure, Till I wake ont été fréquemment enregistrés, notamment par le ténor Richard Tauber avec Percy Kahn (en) au piano. Deux enregistrements complets des Four Indian Love Lyrics ont été réalisés par le ténor anglais Frank Titterton (en) et trois par le baryton-basse australien Peter Dawson, en 1923, 1925 et 1932.